# Frangula pringlei
Frangula pringlei là một loài thực vật có hoa trong họ Táo. Loài này được (Rose) Grubov mô tả khoa học đầu tiên năm 1949.